# Nicholas Brooks (historien)
Cet article concerne l'historien. Pour l'artiste d'effets spéciaux, voir Nicholas Brooks (artiste d'effets spéciaux).
Nicholas Brooks est un médiéviste britannique né le 14 janvier 1941 à Virginia Water, dans le Surrey, et mort le 2 février 2014.

## Biographie
Nicholas Peter Brooks naît à Virginia Water, dans le Surrey, fils de William Brooks, médecin à St Mary's Hospital et de la pianiste Phyllis Kathleen, née Juler. Il fait ses études secondaires au Winchester College de 1954 à 1958, et obtient en 1961 le prix Lothan, et son diplôme d'histoire au Magdalen College de l'université d'Oxford en 1962. Il soutient à Oxford une thèse sur les chartes de la cathédrale de Canterbury, dirigée par Dorothy Whitelock qui enseigne quant à elle à Cambridge, en 1969. Il est assistant à St Andrews de 1964 à 1985 et se marie en 1967 avec Chloë Carolyn Willis, le couple a deux enfants. 
Sa thèse est publiée en 1984 sous le titre The Early History of the Church of Canterbury. Il réalise également une édition diplomatique de ces chartes avec Susan Kelly qui est publiée en deux volumes en 2013.
Brooks occupe la chaire d'histoire médiévale de l'université de Birmingham de 1985 à sa retraite, en 2004. Il est élu à la British Academy en 1989. Il meurt à Birmingham d'un cancer du pancréas en 2014, à l'âge de 73 ans.

## Publications
- 1982 : Latin and the Vernacular Languages in Early Medieval Britain (éditeur)
- 1984 : The Early History of the Church of Canterbury: Christ Church from 597 to 1066
- 1996 : St Oswald of Worcester: Life and Influence (éditeur, avec Catherine Cubitt)
- 1999 : Bede and the English
- 2000 : Anglo-Saxon Myths: State and Church 400–1066
- 2000 : Communities and Warfare 700–1400
- 2003 : Church, State and Access to Resources in Early Anglo-Saxon England
- 2005 : St Wulfstan and his World (éditeur, avec Julia Barrow)
- 2010 : Aldhelm and Sherborne (éditeur, avec Katherine Barker)
- 2013 : Charters of Christ Church Canterbury (éditeur, avec Susan Kelly, 2 volumes)